# Tales from the Darkside
Tales from the Darkside (en español Historias del más allá, Más allá del miedo, Cuentos desde la oscuridad o Historias del lado oscuro) es una serie de televisión antológica de terror producida por George A. Romero. Con una duración de 30 minutos por episodio la serie originalmente fue transmitida en Estados Unidos entre 1983 y 1988.
En cada episodio de la serie se narran historias extrañas que mezclan los géneros de horror, fantasía, ciencia ficción o suspense, entre otros, similar a series como The Twilight Zone, Tales from the Crypt, Galería Nocturna o The Outer Limits que, por lo general, se caracterizan por tener un final inesperado o impredecible.

## Producción
La serie surgió gracias al éxito moderado que habían tenido las películas de George A. Romero basadas en los EC Comics de los años 50 como Creepshow. Durante su transmisión tuvo la participación de directores, actores y guionistas reconocidos entre los que destacan Stephen King, Clive Barker, Fritz Weaver, Tippi Hedren, Christian Slater, Harry Anderson, Victor Garber, Seth Green, Marcia Cross, Yeardley Smith, William Hickey, Penelope Ann Miller, Deborah Harry, Jodie Foster y Eileen Heckart.
El primer episodio fue un piloto escrito por el mismo George A. Romero titulado "Truco o trato" protagonizado por Barnard Hughes y que fue presentado el 29 de octubre de 1983 pero fue lanzado oficialmente hasta el 30 de septiembre de 1984 con el episodio "El hombre nuevo".
En total la serie constó de 89 episodios y un piloto.
La serie fue transmitida por diversas cadenas de televisión como Tribune Broadcasting, que la pasaba después de la media noche, luego fue tomada por LBS Communications. Después Worldvision Enterprises se convirtió en la distribuidora de la serie. En la actualidad quien posee los derechos de la serie es la CBS y además lanzó el 10 de febrero de 2009 la primera temporada en DVD incluyendo el episodio piloto Truco o trato más el audiocomentario de George A. Romero.

## Episodios
- Véase: Anexo:Episodios de Tales from the Darkside.

## Franquicia
Con posterioridad a la serie surgieron proyectos como Monsters, que tenía un concepto bastante similar al de Tales from the Darkside y fue producida por Richard P. Rubinstein, asociado de Romero y Laurel Productions.
En 1990 se estrena Tales from the Darkside: The Movie la película que narra 3 historias similares a las de la serie más una historia que envuelve a las otras tres. Fue considerada como la verdadera tercera parte de Creepshow (a pesar de que existe una secuela no oficial) y fue protagonizada por actores que también participaron en la serie como William Hickey, Deborah Harry, Christian Slater, pero también contó con la participación de actores como Julianne Moore, Steve Buscemi, James Remar y Rae Dawn Chong.

## Lanzamiento en DVD
Las cuatro temporadas de la serie han sido lanzadas en DVD por CBS Home Entertainment, distribuidas por Paramount Pictures en Región 1. Mientras que en Región 2 las cuatro temporadas fueron distribuidas por Revelation films en el Reino Unido.
Se ha generado cierta inconformidad con respecto al lanzamiento en DVD, pues la banda sonora original fue cambiada por una que aparentemente no tiene concordancia con la serie y a pesar de que se han hecho quejas y reclamos y que incluso algunos clientes afirmaron querer pagar más con tal de que se reincorpore la música original, la CBS Home Video no ha contestado ninguna de las peticiones. Por otra parte en el VHS si se puede apreciar la música original.
La serie completa fue lanzada el 19 de octubre de 2010.